# Kathetostoma giganteum
Espèce
Kathetostoma giganteum est une espèce de poisson de la famille des Uranoscopidae que l'on rencontre sur le plateau continental entourant la Nouvelle-Zélande.